# Disperis discifera
Disperis discifera är en orkidéart som beskrevs av Joseph Marie Henry Alfred Perrier de la Bâthie. Disperis discifera ingår i släktet Disperis och familjen orkidéer.

## Underarter
Arten delas in i följande underarter:
- D. d. borbonica
- D. d. discifera